# ويليام واتسون
ويليام واتسون (بالإنجليزية: William Watson)‏ (و. 1715 – 1787 م) هو عالم نبات، وطبيب، وفيزيائي، وصيدلي، وعالم، وكاتب، من المملكة المتحدة، ولد في لندن، كان عضوًا في الجمعية الملكية، توفي في لندن، عن عمر يناهز 72 عاماً.

## جوائز
حصل على جوائز منها:
- وسام كوبلي (1745)
- زميل في الجمعية الملكية.

## روابط خارجية
- ويليام واتسون على موقع الموسوعة البريطانية (الإنجليزية)